# Sloboda vodi narod
Sloboda vodi narod je slavno remek-djelo romantizma francuskog slikara Eugenea Delacroixa; prvo djelo koje povezuje romantičarske principe i ideale revolucije.

## Povijest
O ovoj slavnoj slici inspiranoj Srpanjskom revolucijom 1830. godine, Delacroix je napisao svom bratu, francuskom generalu:
“Započeo sam prikaz moderne teme, scene na barikadama ... i iako se nisam borio za svoju zemlju, slikao sam za nju.”
Za ovu sliku Delacroix je uradio brojne skice olovkom. Iako su neki znastvenici tvrdili kako je figura s visokim cilindrom sam Delacroix, već na predavanju 1864. godine Alexandre Dumas je ustvrdio kako Delacroix doista nije učestvovao u sukobima. Drugi su tvrdili kako je riječ o Frédéricu Villotu, budućem kuratoru Louvrea i Delacroixovom prijatelju. Mladi dječak koji maše pištoljem je inspirirao kasniji lik Gavrochea u Hugovim Jadnicima (Les Misérables). Sliku su suvremenici slavili, no kritika iz časopisa Le Moniteur des Arts je navela kako je teško zamisliti njegovu Slobodu kao ružniju ženu, što bi bio slučaj da je Delacroix želio prikazati stvarnost.
Nova vlada je otkupila sliku za 3,000 franaka i izložila ju ispred prijestolja u palači Luxembourg kako bi kralja Luja Filipa uvijek podjećala na način kako je došao na prijestolje. No vladin naum nije urodio plodom, jer je kralj sliku premjestio u muzej palače samo nekoliko mjeseci prije no što ju je zastalno uklonio zbog njene pobunjeničke poruke. Delacroixu je bilo dozvoljeno da je pošalje tetki Félicité na čuvanje. Slika je ponovno izložena 1848., te na pariškom Salonu 1855. godine, da bi 1874. godine došla u kolekciju muzeja Louvre, gdje se nalazi i danas. 

## Odlike
Na slici Sloboda vodi narod prikazan je točno određeni događaj, srpanjska revolucija 1830. godine u Francuskoj protiv bourbonskog kralja Karla X., što je naposljetku dovelo do njegove abdikacije. Na njegovo mjesto je postavljen “građanski kralj” Luj Filip, premda su njegove ovlasti bile strogo ograničene.
Delacroix je prikazao likove kako jurišaju ravno na promatrača. Romantičarski je prikazao pobunu sugerirajući kako se narod spontano latio oružja, ujedinjen u svojoj žudnji za slobodom. Likovi izranjaju iz maglovitog dima, što je simbolični prikaz uzdizanja Francuske iz okova tiranije. U daljini se vidi panorama Pariza s tornjevima katedrale Notre-Dame, s koje su pobunjenici podigli trobojnicu (crven, bijeli, plavi), francusku zastavu.
Kao na slici Splav Meduza, Théodorea Géricaulta, leševi leže u širem prvom planu, dok dječak koji kleči čini donji dio piramidalne kompozicije kojoj je na vrhu ispružena ruka Slobode sa zastavom. Njen grčki profil i gole grudi podsjećaju na antičke skulpture, dok njena uspravna figura i lepršava odjeća potvrđuju njenu alegorijsku ulogu. Koristeći antičke elemente Delacroix nostalgičarski i romantičarski priziva izvorne republikanske osjećaje (atensku demokraciju i rimsku republiku). Sljedbenici Slobode pripadaju raznim društvenim slojevima, ujedinjenim u zajedničkom cilju. Oni u svom odlučnom maršu naprijed bezobzirno gaze mrtva tijela. Spremni su i sami umrijeti, sigurni da će u tom slučaju njihovo mjesto zauzeti drugi pobunjenici.
Delacroix je, poput pravog sljedbenika Rubensa, iskoristio boju da pojača poruku slike. Sliku je naslikao u svijetlim i tamnim tonovima smeđe, a boja se najjasnije javlja na zastavi i iste tri boje se nekoliko puta ponavljaju na slici. Bijela se slobodnije javlja, dok su crvena i plava zagasite. Modra je jasnija na čarapama palog borca slijeva i na košulji dječaka koji kleči. Njegova marama i remen, poput malene vrpce na lešu sdesne, su crveni akcenti. Na taj je način Delacroix, poput ekoa političkog manifesta, ponovio trobojnicu francuske zastave koja je simbol slobode i francuskog republikanizma.